# Istenmezeje
Istenmezeje je obec v Maďarsku v župě Heves.
Rozkládá se na ploše 32,79 km² a v roce 2024 zde žilo 1 262 obyvatel.